# Saulo Vasconcelos
Saulo Vasconcelos (Brasília, 1973) es un  actor y músico brasileño. Inició su carrera en 1997 y desde 1999 ha actuado como protagonista en espectáculos como óperas, musicales y grandes montajes escénicos. 

## Carrera
En 1999, inició su carrera profesional como protagonista de "El fantasma de la ópera", en Ciudad de México. En 2001, dio vida al inspector Javert en el musical "Les Misérables", en São Paulo. Al año siguiente interpretó a Fiera en "La Bella y la Bestia", en el Teatro Abril. En 2004 regresó a Ciudad de México como invitado para participar en Les Misérables. 
Saulo ha trabajado en óperas importantes como Fígaro, en El Barbero de Sevilla, Don Giovanni, del mismo nombre de la ópera de Mozart y Gianni Scchicchu, y en la ópera también homónima de Puccini.
De 2005 a 2007, Saulo actuó en El fantasma de la ópera como el Fantasma en São Paulo. En 2007, participó de un montaje oficial de Sweeney Todd. Se dedicó a proyectos sociales relacionadas con la ópera, el teatro y el espectáculo de música en "Las travesuras del Cortapelo", una adaptación de la ópera de Rossini realizada por Isabel Nogueira. En 2008 actuó como Zoser en Aida.
A principios de 2009, Saulo hizo su debut como invitado especial de la serie de televisión "Ley y el Delito" en la TV Record y en la celebración de sus diez años de carrera, lanzó su single Pretty Words. Todavía en el mismo año participó como George Von Trapp en la comedia musical “The Sound of Music” que substituía Herson Capri en la parte de la estación en Río de Janeiro, 2008, y en toda la estación de la comedia musical en São Paulo.
En la orden de (T4F) desempeñó el papel de Bestia en los meses pasados del segundo montaje del “La Bella y la Bestia” y se alternaba con Ricardo Vieira. En 2010 trabajó en la comedia musical CATS como "ld Deuteronomy" en el Teatro de Abril hasta el 19 de septiembre. El 2 de noviembre, volvió a los palcos con la comedia Mamma Mia!, interpretando el Sam Carmichael.  
Es el único brasileño con más de dos millones de espectadores.